# 2004年チェコ議会上院選挙
2004年チェコ議会上院選挙（2004ねんチェコぎかいじょういんせんきょ）は、中欧地域に位置するチェコ共和国の立法府上院である元老院を構成する議員を改選するため、2004年11月に投票が行われた選挙である。元老院全81議席中3分の1にあたる27議席が改選された。

## 選挙制度の概要
定数：81議席
- 選挙制度：小選挙区制（2回投票制）
  - 第1回投票：絶対多数の得票を得た候補が当選。絶対多数の得票を得た候補がいない場合は、1週間後に二回目の投票が行われる。
  - 第2回投票：第1回投票における上位候補2名で行われ、相対多数の得票を得た候補が当選。
- 選挙区：81選挙区（3分の1を2年毎に改選）
- 選挙権：18歳以上のチェコ共和国の国民
- 被選挙権：21歳以上のチェコ共和国の国民

## 選挙結果
- 投票日
  - 第1回投票：11月5日～6日
  - 第2回投票：11月12日～13日

|            | 第1回     | 第2回     |
| ---------- | --------- | --------- |
| 登録有権者 | 2,715,437 | 2,614,630 |
| 投票者数   | 786,732   | 481,475   |
| 投票率     | 28.97     | 18.41     |
| 投票数     | 777,417   | 481,191   |
| 有効票数   | 724,686   | 478,891   |
| 有効投票率 | 93.22     | 99.52     |

出典：Volební účast v obvodech za 1. a 2. kolo（チェコ統計局）-2010年4月26日閲覧
| 党派                                              | 議席数 | 議席率 |
| ------------------------------------------------- | ------ | ------ |
| 市民民主党 ODS                                    | 18     | 66.7   |
| キリスト教民主連合-チェコスロバキア人民党 KDU-ČSL | 3      | 11.1   |
| 自由同盟-民主同盟・市民民主同盟 USDEUODA          | 1      | 3.7    |
| ボヘミア・モラビア共産党 KSČM                     | 1      | 3.7    |
| 独立系 NEZ (NEZÁVISLÍ)                            | 1      | 3.7    |
| 民主連盟-独立候補同盟 SD-SN                       | 1      | 3.7    |
| 独立候補連盟 SNK ED                               | 1      | 3.7    |
| 緑の党 SZ                                         | 1      | 3.7    |
| 合計                                              | 27     |        |

| 上院会派                                          | 議席数 | 議席率 |
| ------------------------------------------------- | ------ | ------ |
| 市民民主党 ODS                                    | 36     | 45.0   |
| キリスト教民主連合-チェコスロバキア人民党 KDU-ČSL | 14     | 17.5   |
| 開かれた民主政 Otevřená demokuracie               | 13     | 16.3   |
| チェコ社会民主党 ČSSD                             | 7      | 8.8    |
| 独立候補連盟 SNK                                  | 7      | 8.8    |
| 無所属                                            | 3      | 3.8    |
| 合計                                              | 80     |        |

- 出典
  - 中田瑞穂「チェコ上院選挙結果」。ポスト社会主義諸国の政党・選挙データベース作成研究会編『ポスト社会主義諸国　政党・選挙ハンドブックⅡ』（京都大学地域研究統合情報センター）、17～19頁
- 注：
  - 選挙結果は、選挙のために登録された選挙政党（volební strana）に依るものである。また選挙後の会派は、議員の所属会派に依るものであるため、「選挙政党」と所属会派は必ずしも一致するものではない。
  - 選挙後の会派別議席数の合計が80議席となっているが、12月16日時点で残り1議席の確定に関し、憲法裁判所で係争中であったため。
- 政党の正式名称（チェコ語）
  - 市民民主党 ODS＝Občanská demokratická strana
  - チェコ社会民主党 ČSSD＝Čsl.sociální demokracie
  - ボヘミア・モラビア共産党 KSČM＝Komunistická strana Čech a Moravy
  - 自由同盟-民主同盟・市民民主同盟 USDEUODA（Koalice US-DEU, ODA）
    - 自由同盟-民主同盟 US-DEU＝Unie svobody - Demokratická unie
    - 市民民主同盟 ODS＝Občanská demokratická strana

  - キリスト教民主連合-チェコスロバキア人民党 KDU-ČSL＝Křesťanská a demokratická unie–Československá strana lidová
  - 民主連盟-独立候補連盟 SD-SN＝Spojení demokraté-Sdružení nezávislých
  - 独立候補 NK＝Nezávislí kandidáti